# Вице-президент Республики Казахстан
Вице-президент Республики Казахстан — должность, существовавшая с 1991 по 1996 годы в Республике Казахстан. Первым и единственным лицом, занимавшим подобную должность был Ерик Магзумович Асанбаев. Он занимал этот пост с момента провозглашения независимости республики 16 декабря 1991 года. 22 февраля 1996 года первый президент Казахстана Нурсултан Назарбаев освободил Асанбаева от занимаемой должности.

## Вице-президент Республики Казахстан
- Сергей Терещенко (1990)
- Ерик Асанбаев (1991—1996)

## История
Должность заместителя Президента Казахской ССР была введена одновременно с введением поста Президента согласно Закону Казахской ССР от 24 апреля 1990 года «Об учреждении поста Президента Казахской ССР и внесении изменений и дополнений в Конституцию (Основной Закон) Казахской ССР». Согласно ему: 
- Заместитель Президента Казахской ССР выполняет по уполномочию Президента Казахской ССР отдельные его функции и замещает Президента на случай его отсутствия или невозможности осуществления Президентом своих обязанностей.
- Если Президент Казахской ССР по тем или иным причинам не может исполнять свои обязанности, впредь до избрания нового Президента Казахской ССР его полномочия переходят к заместителю Президента Казахской ССР, а если это невозможно, - к Председателю Верховного Совета Казахской ССР.
- Заместитель Президента Казахской ССР первый раз избирается Верховным Советом Казахской ССР сроком на шесть лет.

На эту должность Верховным Советом Казахской ССР был избран Терещенко Сергей Александрович, занимавший до этого должность первого заместителя председателя Верховного Совета Казахской ССР. Он занимал пост с 24 апреля по 13 мая 1990 года.
С 13 мая Сергей Терещенко был назначен Первым секретарём Чимкентского обкома КПК, а должность заместителя Президента стала вакантной.
Формально должность заместителя Президента Казахской ССР была упразднена с принятием Конституции Казахстана 1993 года.

## Появление должности вице-президента
20 ноября 1990 года Верховным Советом Казахской ССР был принят Закон «О совершенствовании структуры государственной власти и управления в Казахской ССР и внесении изменений и дополнений в Конституцию (Основной Закон) Казахской ССР», согласно которому вводилась должность вице-президента Казахской ССР.
1 декабря 1991 года на всенародных выборах президента Казахской ССР на должность вице-президента Казахской ССР был избран Ерик Магзумович Асанбаев, занимавший до этого пост Председателя Верховного Совета Казахской ССР.
С 10 декабря должность стала называться — вице-президент Республики Казахстан. Спустя 6 дней была провозглашена независимость республики от СССР.
Согласно изменениям в Конституцию Казахской ССР от 2 июля 1992 года Президент Республики Казахстан и Вице-президент Республики Казахстан избираются гражданами Республики Казахстан на основе всеобщего, равного и прямого избирательного права при тайном голосовании сроком на пять лет. Кандидатура на пост Вице-президента Республики Казахстан предлагается кандидатом в Президенты Республики Казахстан. Порядок выборов Президента и Вице-президента Республики Казахстан определяется Законом Казахской ССР «О выборах Президента Казахской ССР».

## Положение по Конституции 1993 года
28 января 1993 года была принята новая Конституция, в которой закреплялись новые основы независимого государства. В ней регламентировались отдельные положения должности вице-президента.
Согласно статье 81 вице-президент Республики Казахстан избирался вместе с Президентом республики и по его поручению выполнял отдельные функции Президента и замещал его в случае отсутствия или невозможности осуществления Президентом своих обязанностей. Вице-президент не вправе был быть депутатом представительного органа республики, занимать должности в иных государственных органах и общественных объединениях или осуществлять предпринимательскую деятельность. Ему обеспечивалась неприкосновенность.
Согласно статье 82 вице-президент республики был вправе подать в отставку в случае невозможности, по его мнению, дальнейшего осуществления своих полномочий.
По статья 83, в случае отставки Президента республики, его кончины, полномочия Президента переходили к вице-президенту. При невозможности вице-президента принять на себя обязанности Президента, они переходили к Председателю Президиума Верховного Совета. В этих случаях выборы Президента должны были быть проведены в двухмесячный срок. А в случае отставки вице-президента, его кончины Президент по согласованию с Верховным Советом назначал вице-президента.
При этом, согласно статье 114, вице-президентом мог быть избран гражданин Республики Казахстан, постоянно проживающий на территории Республики Казахстан не менее десяти лет, владеющий государственным языком. Избрание должно было осуществляться вместе с Президентом Республики Казахстан.
В переходных положениях отдельно отмечалось, что президент и вице-президент Республики Казахстан, избранные в соответствии с законодательством Казахской ССР, действующим на момент вступления Конституции 1993 года в силу, сохраняет свои полномочия до очередных президентских выборов.
Так как новая Конституция была принята уже в 1995 году, то выборов вице-президента по Конституции 1993 года так и не состоялось.

## Упразднение должности
30 августа 1995 года состоялся референдум по принятию новой Конституции, в которой должность вице-президента была указана только в переходных положениях. 
Так, в статье 94 указывалось, что Вице-Президент Республики Казахстан, избранный в соответствии с законодательством Республики Казахстан, действующим на момент вступления Конституции в силу, сохраняет свои полномочия до истечения срока, на который он был избран.
24 ноября 1995 года был подписан Указ Президента Республики Казахстан «Об утверждении Положения об Администрации Президента Республики Казахстан», которым было утверждено новое Положение, где уже отсутствовало упоминание о вице-президенте.
22 февраля 1996 года должность вице-президента была полностью упразднена с назначением Ерика Асанбаева послом в ФРГ.